# 潘納爾 (喬治亞州)
潘納爾（英語：Pannell）是位於美國喬治亞州沃爾頓縣的一個非建制地區。該地的面積和人口皆未知。

## 地理
潘納爾的座標為33°46′06″N 83°40′30″W / 33.76833°N 83.67500°W，而該地的平均海拔高度為267米（即876英尺）。